# プロメテウス級
プロメテウス級(Prometheus class)は、アメリカのSFドラマ・映画『スタートレック』シリーズに登場する、惑星連邦宇宙艦隊保有の架空の宇宙艦の艦級名の一つである。

## 概要
『スタートレック:ヴォイジャー』(VOY)第82話「プロメテウスの灯を求めて」で、試作艦U.S.S.プロメテウス NX-59650として初登場（NXは試作艦、NCCは正規艦を意味している）。ディファイアント級やソヴェリン級と同様に、ボーグ、ドミニオンらとの交戦を前提に開発された戦闘能力に秀でた最新鋭艦で、特に深宇宙においての戦いに特化している。鋭い三角形型をした第1船体に、コンステレーション級のような4基のワープナセルパイロンを備えた艦姿が特徴である。
プロメテウスはその鋭角的なデザイン、3船体に分離・合体する「多方向攻撃モード」に加え、デルタ宇宙域に漂流したU.S.S.ヴォイジャー NCC-74656が遥か6万光年の彼方から4年ぶりに宇宙艦隊と連絡をとることに成功したエピソードに登場したため、強い印象を残す宇宙艦の一つである。しかしその後の登場は多くなく、VOY最終話や『スタートレック:エンタープライズ』第70話で僅かな時間の登場が確認できる程度である。
なおプロメテウス級のデザインは、「形状が鋭すぎる」という理由で没となったU.S.S.ヴォイジャーの検討用モデルのリファインだと思われ、ヴォイジャーの転機となったエピソードに登場すべくして登場したヴォイジャーの姉妹艦とも言うことができる。

## 性能

### 推進能力
船体仕様書概略では「（孤立無援になりがちな）ディープスペースにおける戦略的任務を想定した艦」とされ、ワープドライブ性能が格段に高い。収納型を含めると6基のワープナセルを持ち、3つのワープコアを持つプロメテウス級は連邦宇宙艦最速のワープ9.99（光速の7912倍）もの速度を叩き出す。劇中ではワープ9.9（光速の3053倍）もの速度で長時間安定して航行することが可能であった。ギャラクシー級がワープ9.6（光速の1909倍）の速度を12時間維持するのが限界であることからも、そのナビゲーション能力はイントレピッド級（最高速度ワープ9.975）やソヴェリン級（最高速度ワープ9.95）といった宇宙艦隊の当時の最新鋭深宇宙探査艦に匹敵し、通常の宇宙艦がプロメテウス級の追跡をすることは困難である。また通常速度下の戦闘においては、3船体が完全自動操縦であるにもかかわらず縦横無尽に旋回する機動力を持ち、インパルスエンジンとスラスターの性能も高い。

### 火力・防御力
プロメテウス級は戦艦として知られるディファイアント級よりも大型で強力な艦である。フェイザーはソヴェリン級と同じ大威力のタイプ12フェイザーを搭載し、多方向攻撃モードのフェイザー一斉掃射で惑星連邦のネビュラ級宇宙艦に深刻なダメージを与え、ロミュラン戦艦ウォーバードも撃破している。弾頭兵器は光子魚雷および量子魚雷を搭載する。
防御力も戦闘を前提にした強力な仕様で、再生式シールド(regenerative shield)、断熱被膜塗装（アブレーティブ装甲(ablative armor hull)）と、造船時の最新技術を用いている。

### 多方向攻撃モード
プロメテウス級は他艦級にはない多方向攻撃モード(multi-vector assault mode)を備える。これは艦をαセクション（第1船体）、βセクション（第2船体）、γセクション（第3船体）の3つに分離し、それぞれが独立した宇宙艦として小艦隊を組み、連携して目標を攻撃する機能である。必然的に孤立無援になるディープスペースでの交戦において、艦隊を組んだ多方向からの集中攻撃は敵艦のシールドの弱点を狙いやすく非常に有効である。多方向攻撃モードが終了すると、各セクションは再び合体してもとの形態に戻る。
各セクションはワープナセルを装備しており、高速ワープ中の戦闘における分離・合体にも対応する。ワープナセルはαセクションは分離時のみ起動する収納型のものを上下に1対の2基、βセクションとγセクションは長大なナセルを各2基ずつ装備する。
単に船体分離・合体機能を持つ宇宙艦に2つに分離するだけならばギャラクシー級があるが、こちらの分離目的は「第1船体に民間人を避難させ第2船体で攻撃する」もしくは「第2船体を放棄する場合の救命ボート」であるため、ギャラクシー級の第1船体にワープ能力はなく武器もフェイザーのみで火力は弱い。そのため船体が3つに分離し、しかもそのすべてに強い火力とワープ能力があるプロメテウス級の多方向攻撃モードは、ギャラクシー級の艦体分割とはまた異なるものである。このような分離・合体機能は、後にオデッセイ級にも採用された(『スタートレック:ピカード』シーズン3に登場した『スタートレック:ピカード』版U.S.S.エンタープライズ NCC-1701-Fの仕様書より)。

### 緊急用医療ホログラムEMH-Mark2
U.S.S.プロメテウスNX-59650には、U.S.S.ヴォイジャーの緊急用医療ホログラムEMHMark1の後継モデルであるEMH-Mark2が装備されていた。同艦は艦内でホログラムがどこでも活動できるよう、全デッキのいたる所にホロエミッタが備え付けられている。これにより、ロミュラン人による乗っ取り事件の際、ヴォイジャーから転送されたホログラムドクターとプロメテウスのマーク2はともに艦内を縦横無尽に移動することができ、事件を解決することに成功する。ただし他の連邦艦では全デッキのホロエミッタ設置は一切見られないため、これは試験的な構造で正規のプロメテウス級宇宙艦には搭載されない可能性がある。

## その他
- エンタープライズ NX-01のジョナサン・アーチャー船長が26世紀にタイムスリップした際に目撃したプロシオン5の戦いに参加していた艦の一つは、プロメテウス級によく似ている（ENT「爬虫類族の攻撃」(Azati Prime)）。

- U.S.S.エンタープライズ NCC-1701-Eのウィリアム・T・ライカー中佐が昇格、配属されたU.S.S.タイタンはプロメテウス級であるとされていたが、小説の"Star Trek: Titan"においてルナ級（Luna class）と設定された（『ネメシス/S.T.X』）。

- 『スタートレック:ディープ・スペース・ナイン』にはU.S.S.プロメテウス NCC-71201が登場するが、こちらはネビュラ級である。

## プロメテウス級宇宙艦一覧
U.S.S.プロメテウス（U.S.S.Prometheus NX-59650）
プロメテウス級1番艦。ベータ・アンタレス造船所で建造され、宇宙暦50749.5に進宙。地球暦2374年、試験航行中に惑星連邦の技術を狙うロミュラン人により占拠されクルーは全員殺害される。しかし偶然、異星人のセンサーネットワーク経由でデルタ宇宙域から転送されてきたU.S.S.ヴォイジャーNCC-74656の緊急医療ホログラムの活躍によって艦を奪還することに成功した。
U.S.S.ギャレット（U.S.S.Garrett）
『Star Trek Online』に登場。2409年にドレイロン星系に侵攻して来たウンディーネ（生命体8472）艦隊を迎撃した宇宙艦隊の1隻。艦名はU.S.S.エンタープライズ NCC-1701-Cの艦長、レイチェル・ギャレット大佐から。